# Cynema alutacea
Cynema alutacea — вид грибів, що належить до монотипового роду  Cynema.